# Zawsze warto
Zawsze warto – polski serial obyczajowy udostępniany na platformie VOD Ipla od 26 sierpnia 2019 oraz emitowany od 4 września 2019 do 20 maja 2020 na antenie Polsatu.
W 2020 roku serial zdobył Telekamerę w kategorii „Serial”.

## Fabuła
Podczas napadu na stację benzynową splatają się losy trzech kobiet. Marta (Weronika Rosati), Dorota (Katarzyna Zielińska) i Ada (Julia Wieniawa) pozornie należą do różnych światów. Prawniczka uzależniona od toksycznego ojca, zdominowana przez męża gospodyni domowa i dziewczyna do towarzystwa walcząca o prawa do opieki nad dzieckiem, a jednocześnie próbująca się wyrwać z półświatka. Dzięki dramatycznym okolicznościom zaprzyjaźniają się i wspólnie znajdują siłę na pokonanie życiowych trudności.

## Obsada
| Aktor                   | Rola             | Okres występowania |
| ----------------------- | ---------------- | ------------------ |
| Weronika Rosati         | Marta Wardecka   | 2019–2020          |
| Julia Wieniawa          | Ada Michalska    | 2019–2020          |
| Katarzyna Zielińska     | Dorota Zima      | 2019–2020          |
| Jacek Knap              | Marek Kulesza    | 2019–2020          |
| Mariusz Bonaszewski     | Witold Wardecki  | 2019–2020          |
| Paweł Ławrynowicz       | Łukasz Zima      | 2019–2020          |
| Joanna Kuberska         | Joanna Wardecka  | 2019–2020          |
| Bartłomiej Kotschedoff  | Rafał Wardecki   | 2019–2020          |
| Konrad Eleryk           | aspirant         | 2019–2020          |
| Bartosz Obuchowicz      | Krystian Parys   | 2019–2020          |
| Joanna Balasz           | Kasia Skrzypczak | 2019–2020          |
| Aleksy Komorowski       | Sebastian Nawrot | 2019–2020          |
| Gabriela Świerczyńska   | Maja Zima        | 2019–2020          |
| Maksymilian Balcerowski | Igor Zima        | 2019–2020          |
| Antonina Litwiniak      | Iza Zima         | 2019–2020          |
| Kamil Jaroszewski       | Dorian Michalski | 2019–2020          |
| Dariusz Majchrzak       | Italian          | 2019–2020          |
| Zofia Domalik           | Ewa Mazur        | 2019–2020          |
| Małgorzata Pieczyńska   | Maria Wardecka   | 2019–2020          |
| Marcin Stępniak         | Marcin Sobota    | 2019–2020          |
| Stefan Wójcik           | Antek Wardecki   | 2019–2020          |
| Wojciech Sikora         | Eryk             | 2019–2020          |
| Filip Jacak             | Berni            | 2019–2020          |
| Karol Dziuba            | Jerzy Zajdel     | 2019–2020          |
| Hubert Kułacz           | Daniel Czarnecki | 2019–2020          |
| Barbara Kałużna         | Justyna Kalwas   | 2019–2020          |
| Agnieszka Czekańska     | Hanna            | 2019–2020          |
| Monika Kaleńska         | Ewelina          | 2019               |
| Anna Maria Kosik        | Anna             | 2019               |
| Arkadiusz Smoleński     | Filip            | 2019               |
| Dominika Pasternak      | Patrycja         | 2019               |
| Jakub Wesołowski        | Kamil Michalski  | 2020               |
| Beata Ścibakówna        | Sofia Molina     | 2020               |
| Paweł Ciołkosz          | Adam Sawicki     | 2020               |
| Mateusz Nędza           | Scorpio          | 2020               |
| Iga Górecka             | Anna Wybicka     | 2020               |
| Piotr Borowski          | Sergio           | 2020               |

## Spis serii
| Seria           | Seria | Sezon       | Odcinki    | Premiera serii    | Finał serii      | Pora emisji | Stacja/platforma | Średnia oglądalność |
| --------------- | ----- | ----------- | ---------- | ----------------- | ---------------- | ----------- | ---------------- | ------------------- |
|                 | 1.    | jesień 2019 | 1–12 (12)  | 26 sierpnia 2019  | 26 sierpnia 2019 | nd.         | Ipla             | nd.                 |
| 4 września 2019 | 1.    | jesień 2019 | 1–12 (12)  | 20 listopada 2019 | środa 21.10      | Polsat      | 811 883          |                     |
|                 | 2.    | wiosna 2020 | 13–24 (12) | 12 lutego 2020    | 12 lutego 2020   | nd.         | Ipla             | nd.                 |
| 4 marca 2020    | 2.    | wiosna 2020 | 13–24 (12) | 20 maja 2020      | środa 21.10      | Polsat      | 842 897          |                     |

## Produkcja
Serial miał pierwotnie pojawić się w wiosennej ramówce 2019, jednak 22 lutego Telewizja Polsat zdecydowała, że wiosną odcinki pojawią się najpierw w serwisie Ipla, zaś w telewizji dopiero jesienią, gdyż nadawca postanowił wypromować nowy serial w innej formie. 10 lipca poinformowano, że odcinki jednak nie pojawią się na platformie VOD Ipla, jednak 26 sierpnia 2019 udostępniono w serwisie cały sezon przed emisją w telewizji. Premiera serialu na antenie Polsatu odbyła się 4 września 2019.
29 sierpnia 2019 pojawiły się informacje o drugiej serii serialu, do której zdjęcia rozpoczęły się 26 września.
21 maja 2020 po emisji ostatniego odcinka drugiego sezonu telewizja Polsat poinformowała o zakończeniu produkcji serialu ze względu na pandemię. Zarząd Polsatu zaznaczył jednak, że nie wyklucza powrotu do produkcji.

## Odbiór
Pierwsze trzy odcinki serialu zostały obejrzane przez średnio 887 tysięcy widzów. Cały pierwszy sezon na antenie telewizji Polsat obejrzało średnio 811 tysięcy widzów.  Trzy pierwsze odcinki drugiego sezonu obejrzało średnio 822 tysiące oglądających. Drugi sezon został obejrzany średnio przez 843 tysiące widzów.
Pierwszy sezon serialu znajdował się na trzecim miejscu wśród najpopularniejszych produkcji w portalu internetowym VOD Ipla, natomiast kolejny sezon był drugą najchętniej oglądaną pozycją.

## Nagrody i nominacje
| Rok  | Ceremonia       | Kategoria                     | Wynik     | Źródło |
| ---- | --------------- | ----------------------------- | --------- | ------ |
| 2020 | Telekamery 2020 | Serial                        | Wygrana   | [ 25 ] |
| 2020 | Telekamery 2020 | Aktorka (Katarzyna Zielińska) | Nominacja | [ 25 ] |
| 2020 | Telekamery 2020 | Aktor (Jacek Knap)            | Nominacja | [ 25 ] |
| 2022 | Telekamery 2022 | Serial 25-lecia               | Nominacja |        |